# Orosz védelem
 Ez a cikk a sakkjátszmák algebrai lejegyzését alkalmazza.
|    | |    |    |    |    |    |    |
|    | \| \| \| \| \| \| \| \| \| \| \| \| \| \| \| \| \| \| \| \| \| \| \| \| \| \| \| \| \| \| \| \| \| \| \| \| \| \| \| \| \| \| \| \| \| \| \| \| \| \| \| \| \| \| \| \| \| \| \| \| \| \| \| \| \| \| \| \| \| \| \| \| |    |    |    |    |    |    |
|    | |    |    |    |    |    |    |
| a8 | b8 | c8 | d8 | e8 | f8 | g8 | h8 |
| a7 | b7 | c7 | d7 | e7 | f7 | g7 | h7 |
| a6 | b6 | c6 | d6 | e6 | f6 | g6 | h6 |
| a5 | b5 | c5 | d5 | e5 | f5 | g5 | h5 |
| a4 | b4 | c4 | d4 | e4 | f4 | g4 | h4 |
| a3 | b3 | c3 | d3 | e3 | f3 | g3 | h3 |
| a2 | b2 | c2 | d2 | e2 | f2 | g2 | h2 |
| a1 | b1 | c1 | d1 | e1 | f1 | g1 | h1 |

| a8 | b8 | c8 | d8 | e8 | f8 | g8 | h8 |
| a7 | b7 | c7 | d7 | e7 | f7 | g7 | h7 |
| a6 | b6 | c6 | d6 | e6 | f6 | g6 | h6 |
| a5 | b5 | c5 | d5 | e5 | f5 | g5 | h5 |
| a4 | b4 | c4 | d4 | e4 | f4 | g4 | h4 |
| a3 | b3 | c3 | d3 | e3 | f3 | g3 | h3 |
| a2 | b2 | c2 | d2 | e2 | f2 | g2 | h2 |
| a1 | b1 | c1 | d1 | e1 | f1 | g1 | h1 |

Az orosz védelem (más néven Petrov-védelem, a nemzetközi irodalomban néha Petroff alakban is) az a sakkmegnyitás, amelyet a következő lépések vezetnek be:
1. e4 e5
2. Hf3 Hf6
Bár e szimmetrikus állásnak hosszú hagyománya van, nevét Alekszandr Petrov 19. századi sakkozóról kapta, aki sokat tett a megnyitás népszerűsítéséért. Néhány országban a megnyitás neve orosz védelem (Petrovon kívül Carl Friedrich Jaenisch finn-orosz játékos és elméletíró is kutatta).
A mai sakkozók közt gyakori vélemény, hogy unalmas, nem túl inspiráló játék. Mégis gyakran játsszák, a legmagasabb szinten is. Vannak olyan változatai, amelyek egyik vagy másik félnek jó támadási lehetőségeket kínálnak. Sötét gyakran tempót veszít, de cserébe jó pozícióba helyezheti huszárját. (Erre példa Pillsbury Emanuel Lasker ellen 1896-ban vívott partija.) Sötétnek a centrumban indított ellentámadása elkerüli a spanyol megnyitás és az olasz játék különböző változatait.
Az orosz védelem a Encyclopedia of Chess Openings rendszerében a C42 és a C43 kódot viseli.
Polgár Judit 2007-ben emlékezetes partiban kombinálta túl sötéttel az orosz védelemben Veszelin Topalovot, miután 2003-ban világossal múlta felül Anatolij Karpovot. Sötéttel gyakran játszotta például Artur Juszupov vagy Frank Marshall, világossal Visuvanádan Ánand.

## A harmadik lépéstől
A 3. lépésben világosnak alapvetően négy választása van:
- 3.Hxe5, a klasszikus változat
- 3.d4, a Steinitz-változat, vagy nevezik modern támadásnak is
- 3.Hc3, amely átmehet a négyeshuszárjátékba vagy a hármashuszárjátékba
- 3.Fc4, amely a Boden–Kieseritzky-cselbe vagy a négyeshuszárjátékba torkollhat. Nevezik olasz változatnak és Urusov-cselnek is.

### A klasszikus változat
Az 1.e4 e5 2.Hf3 Hf6 3.Hxe5 lépések után előállt pozíciót nevezzük klasszikus változatnak. További változatai:
A Stafford-csel
1.e4 e5 2.Hf3 Hf6 3.Hxe5 Hc6
A Damiano-változat
1.e4 e5 2.Hf3 Hf6 3.Hxe5 Hxe4
A Holmov-csel
1.e4 e5 2.Hf3 Hf6 3.Hxe5 Hxe4 4.Ve2 Ve7
A Cochrane-csel
1.e4 e5 2.Hf3 Hf6 3.Hxe5 d6 4.Hxf7
A Karklins–Martinovsky-változat
1.e4 e5 2.Hf3 Hf6 3.Hxe5 d6 4.Hd3
A Paulsen-támadás
1.e4 e5 2.Hf3 Hf6 3.Hxe5 d6 4.Hc4
A Steinitz-támadás
1.e4 e5 2.Hf3 Hf6 3.Hxe5 d6 4.d4
Az Urusov-csel
1.e4 e5 2.Hf3 Hf6 3.Hxe5 d6 4.d4 exd4 5.Fc4
A klasszikus változat főváltozata
1.e4 e5 2.Hf3 Hf6 3.Hxe5 d6 4.Hf3 Hxe4 5.d4
A Marshall-változat
1.e4 e5 2.Hf3 Hf6 3.Hxe5 d6 4.Hf3 Hxe4 5.d4 d5 6.Fd3 Fd6
A Staunton-változat
1.e4 e5 2.Hf3 Hf6 3.Hxe5 d6 4.Hf3 Hxe4 5.d4 d5 6.Fd3 Fd6 7. O-O O-O 8.c4 c6
A Tarrasch-változat
1.e4 e5 2.Hf3 Hf6 3.Hxe5 d6 4.Hf3 Hxe4 5.d4 d5 6.Fd3 Fd6 7. O-O O-O 8.c4 Fg4
A Mason–Showalter-változat
1.e4 e5 2.Hf3 Hf6 3.Hxe5 d6 4.Hf3 Hxe4 5.d4 d5 6.Fd3 Hc6
A Mason-változat
1.e4 e5 2.Hf3 Hf6 3.Hxe5 d6 4.Hf3 Hxe4 5.d4 d5 6.Fd3 Fe7 7.O-O O-O
A Csigorin-változat
1.e4 e5 2.Hf3 Hf6 3.Hxe5 d6 4.Hf3 Hxe4 5.d4 d5 6.Fd3 Fe7 7.O-O Hc6 8.Be1
A Berger-változat
A Csigorin-változat folyományaként áll elő a Berger-változat
1.e4 e5 2.Hf3 Hf6 3.Hxe5 d6 4.Hf3 Hxe4 5.d4 d5 6.Fd3 Fe7 7.O-O Hc6 8.Be1 Fg4 9.c3 f5 10.Hbd2
A Jaenisch-támadás
1.e4 e5 2.Hf3 Hf6 3.Hxe5 d6 4.Hf3 Hxe4 5.d4 d5 6.Fd3 Fe7 7.O-O Hc6 8.c4
A Browne-támadás
A Jaenisch-támadás folyománya a Browne-támadás
1.e4 e5 2.Hf3 Hf6 3.Hxe5 d6 4.Hf3 Hxe4 5.d4 d5 6.Fd3 Fe7 7.O-O Hc6 8.c4 Hb4 9.cxd5
A Cozio–Lasker-támadás
1.e4 e5 2.Hf3 Hf6 3.Hxe5 d6 4.Hf3 Hxe4 5.Ve2
A francia támadás
1.e4 e5 2.Hf3 Hf6 3.Hxe5 d6 4.Hf3 Hxe4 5.d3
A Kaufmann-változat
1.e4 e5 2.Hf3 Hf6 3.Hxe5 d6 4.Hf3 Hxe4 5.c4
A Millenium-támadás
1.e4 e5 2.Hf3 Hf6 3.Hxe5 d6 4.Hf3 Hxe4 5.Fd3
A Nimzowitsch-támadás
1.e4 e5 2.Hf3 Hf6 3.Hxe5 d6 4.Hf3 Hxe4 5.Hc3

### A Steinitz-változat
Az 1.e4 e5 2.Hf3 Hf6 3.d4 lépések után előállt pozíciót nevezzük Steinitz-változatnak. További változatai:
A szimmetrikus változat
1.e4 e5 2.Hf3 Hf6 3.d4 d5
A Murray-változat
1.e4 e5 2.Hf3 Hf6 3.d4 Hxe4 4.Fd3 Hc6
A Trifunovic-változat
1.e4 e5 2.Hf3 Hf6 3.d4 Hxe4 4.Fd3 d5 5.Hxe5 Fd6 6.O-O O-O 7.c4 Fxe5
A Suchting-csel
1.e4 e5 2.Hf3 Hf6 3.d4 exd4 4.Fc4
A centrumtámadás
1.e4 e5 2.Hf3 Hf6 3.d4 exd4 4.e5 He4 5.Vxd4
A Tal-csel
1.e4 e5 2.Hf3 Hf6 3.d4 exd4 4.e5 He4 5.Fb5

### A háromhuszáros változat
Az 1.e4 e5 2.Hf3 Hf6 3.Hc3 lépések után előállt pozíciót nevezzük háromhuszáros változatnak. A 3...Hc6 lépés esetén átmegy a négyeshuszárjátékba, 3...Fb4 vagy más lépés esetén a hármashuszárjátékba.

### Az olasz változat
Az 1.e4 e5 2.Hf3 Hf6 3.Fc4 lépések után előállt pozíciót nevezzük olasz változatnak. További változatai:
A Boden–Kieseritzky-csel
1.e4 e5 2.Hf3 Hf6 3.Fc4 Hxe4 4.Hc3
A Lichtenheim-védelem
1.e4 e5 2.Hf3 Hf6 3.Fc4 Hxe4 4.Hc3 d5

### Egyéb változatok
A Moody-csel
1.e4 e5 2.Hf3 Hf6 3.Ve2 Hc6 4.d4